# Asteroids Deluxe
Asteroids Deluxe es un juego de arcade de gráficos vectoriales lanzado en mayo de 1981 por Atari Inc. como la secuela de Asteroids. Fue seguido por Space Duel en 1982 y Blasteroids en 1987. Los cambios clave en Asteroids Deluxe se diseñaron para combatir la estrategia de caza de platillos de Asteroids, lo que permitió a los expertos jugar por períodos prolongados. El juego es significativamente más difícil que el original. Ports de Asteroids Deluxe se lanzaron para BBC Micro en 1984 y para Atari ST en 1987.

## Jugabilidad
Al igual que en el Asteroids original, el objetivo es ganar puntos destruyendo asteroides y platillos voladores. El jugador controla una nave que puede girar a la izquierda y a la derecha, disparar hacia adelante y empujar hacia adelante. Cuando se dispara, los asteroides más grandes se rompen en pedazos más pequeños y vuelan en direcciones aleatorias, mientras que los asteroides más pequeños se destruyen cuando se golpean. Asteroids Deluxe reemplaza la función del hiperespacio con escudos que se agotan con el uso. Este juego también presenta el "Satélite asesino", un grupo de naves que se separan y persiguen al barco del jugador cuando se golpea. Los objetos se "envuelven" desde cada borde de la pantalla hasta el borde opuesto (por ejemplo, desde el borde derecho hacia la izquierda), como en el original. 
Además de la función de escudo y el Satélite asesino, el cambio más significativo en esta versión del juego es que los platillos voladores ahora pueden apuntar a la nave del jugador a través del límite de la pantalla, lo que significa que si el platillo está cerca del borde izquierdo y el jugador está en el borde derecho, el platillo puede disparar hacia el borde izquierdo y cruzar el límite para golpear al jugador ya que su nave está más cerca de esa dirección. En Asteroids, los platillos solo podían dispararse directamente en la ubicación del jugador en la pantalla sin tener en cuenta el límite, lo que llevó a la popular hazaña "escondida" que permitía a los jugadores jugar durante largos períodos de tiempo con un solo crédito. Esta estrategia actualizada fue en respuesta directa a ese exploit.

## Descripción técnica
La máquina de arcade Asteroids Deluxe es un juego vectorial, con gráficos que consisten completamente en líneas dibujadas en un monitor vectorial, que Atari describió como "Quadrascan". El hardware clave consiste en una CPU MOS 6502A a 1,5 MHz, que ejecuta el programa de juego, y el Generador Digital Vector (DVG), el primer circuito de procesamiento vectorial desarrollado por Atari. El DVG utilizado para Asteroids Deluxe fue diseñado por Howard Delman y se usó anteriormente en Lunar Lander and Asteroids.
La mayoría de los efectos de sonido se implementan mediante circuitos personalizados, pero algunos se generan a través del chip de sonido Atari POKEY.